# Basilika Unserer Lieben Frau von Lourdes (Edegem)

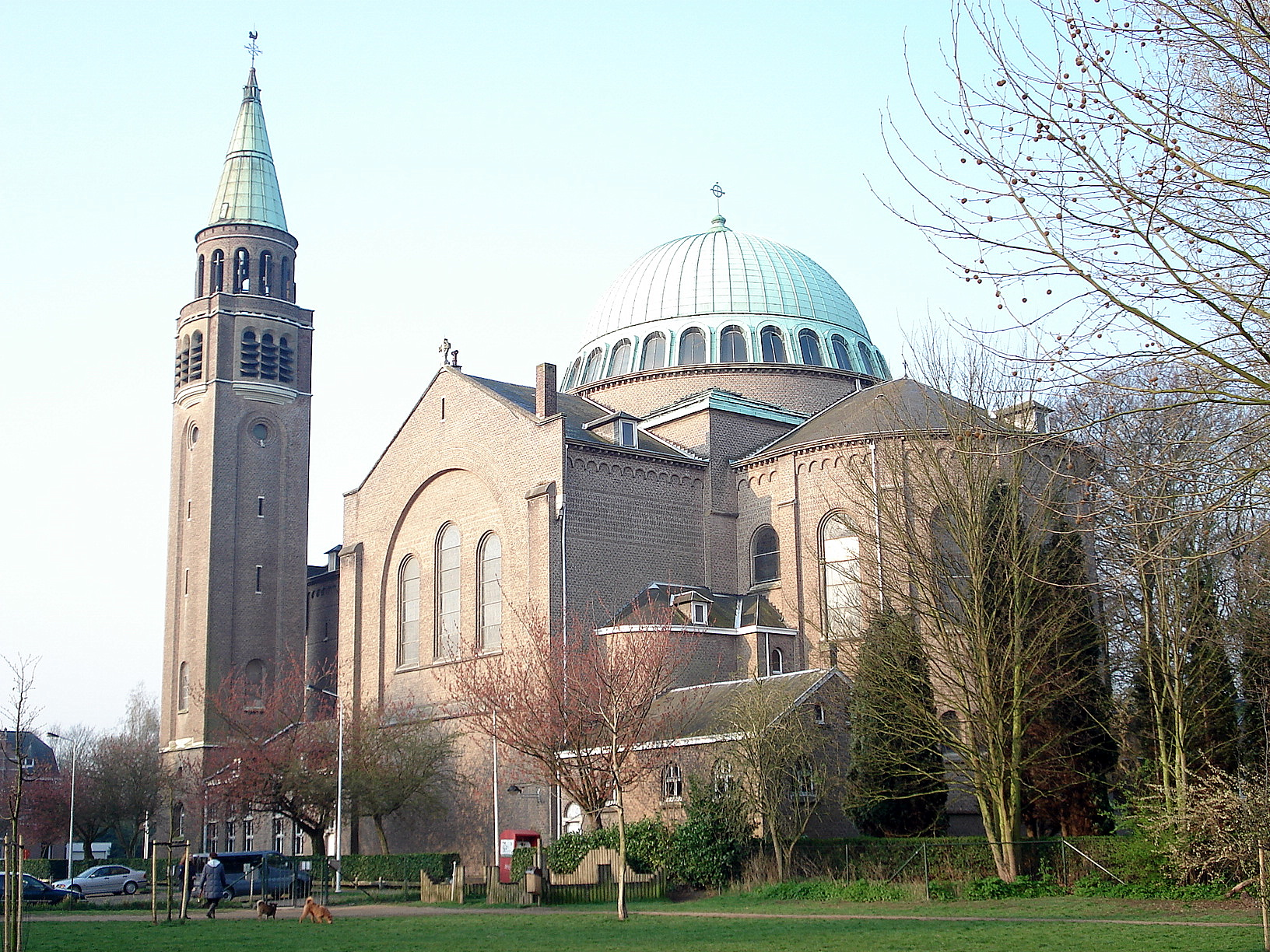
Ansicht von der Turmseite

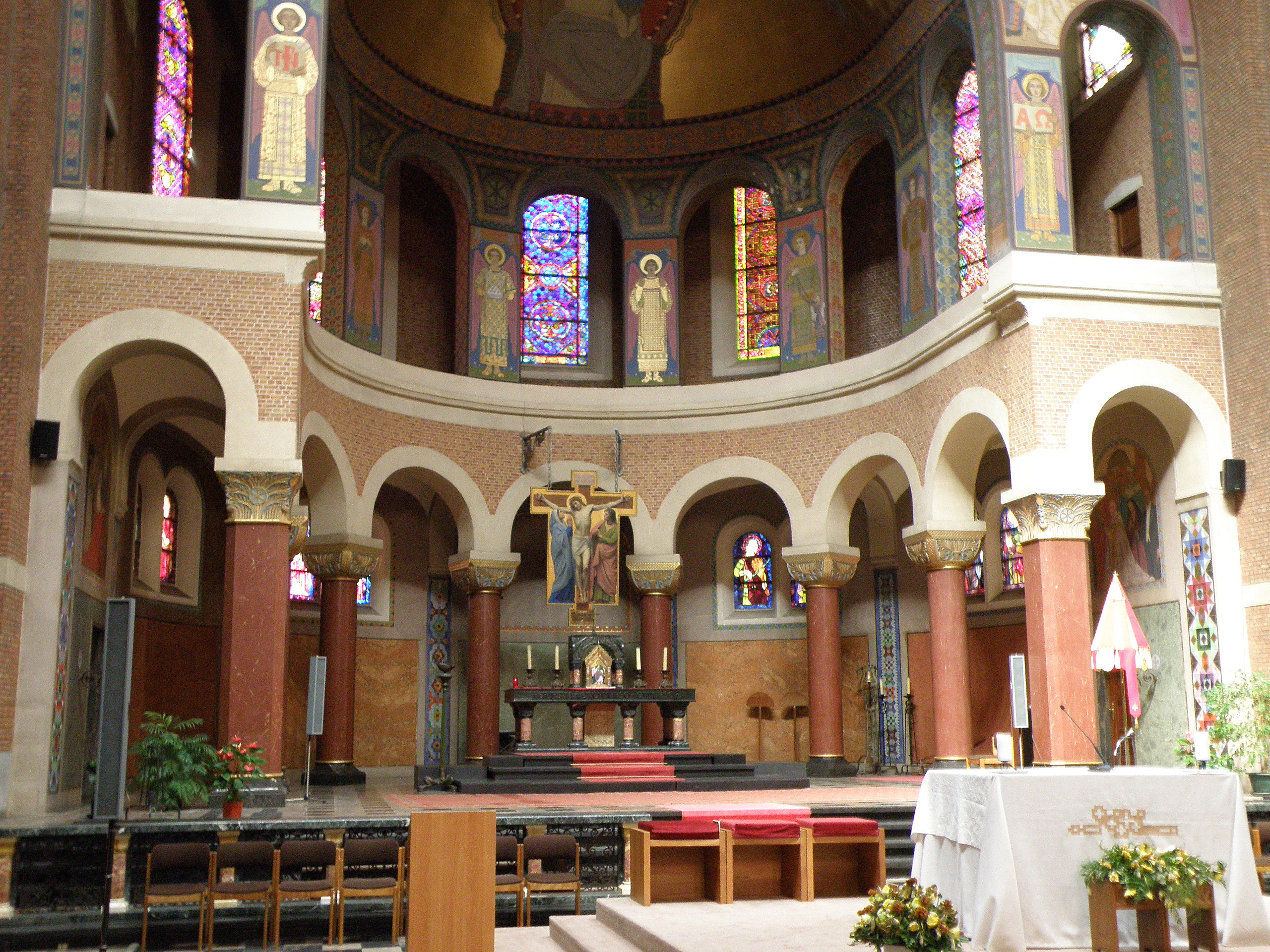
Innenansicht

Die Basilika Unserer Lieben Frau von Lourdes (niederländisch Onze-Lieve-Vrouw-van-Lourdesbasiliek) ist eine römisch-katholische Kirche in Edegem, Belgien. Die Pfarrkirche im Bistum Antwerpen mit dem Patrozinium Unserer Lieben Frau von Lourdes trägt den Titel einer Basilica minor.

## Geschichte
Im Jahr 1884 ließ Peter-Jan van Aelst auf seinem eigenen Grundstück eine Lourdesgrotte errichten. Nach anfänglicher Skepsis erhielt diese Initiative Unterstützung von den kirchlichen Instanzen und die Grotte wurde zu einem beliebten Wallfahrtsort. Die Eröffnung einer Bahnhaltestelle in Edegem am 26. April 1885 erhöhte die Zugänglichkeit.
Die Liebfrauenkirche traf einerseits mit dem Wachstum der zentralen Dorfpfarrei von Edegem zusammen, die für die historische St.-Antonius-Kirche zu groß wurde, andererseits mit den Bedürfnissen der Pilger. Im Jahr 1929 wurde der Backsteinbau nach einem Entwurf des Architekten Louis De Vooght genehmigt (der andere, ursprüngliche Plan von 1927 wurde abgelehnt). Jozef-Ernest Kardinal Van Roey legte am 8. September 1931 den Grundstein und weihte die Kirche am 1. Mai 1933. Die Fertigstellung und Ausstattung des Innenraums dauerte bis zum Beginn des Zweiten Weltkriegs.
Anfang Dezember 2008 erhob Papst Benedikt XVI. die Kirche in den Rang einer Basilica minor, wobei die Bezeichnung Basilika schon vorher verbreitet war.

## Architektur und Ausstattung
Die Basilika wurde im neobyzantinischen Stil erbaut. Markant sind die Kuppel und der abgesetzte Glockenturm mit 51 Meter Höhe (53,5 Meter mit Kreuz). Die Glasfenster sind von Paul Wante, Marc de Groot und Jan Huet. Paul Wante führte auch die Wand- und Deckengemälde aus. Er musste seinen Entwurf nach einem Konflikt mit dem Justizministerium (in Belgien zuständig für die Beziehung zwischen Kirche und Staat) und der Königlichen Kommission für Monumente und Landschaften anpassen. Der Kreuzweg aus getriebenem Kupfer stammt aus der Werkstatt der Abtei Maredsous. Die Kanzel wurde von den Brüdern Frans und Alfons De Roeck nach einem Entwurf von Canon Lemaire gebaut.
Die Orgel wurde vom Niederländer Anton Pels aus Alkmaar mit etwa 1600 Pfeifen, zwei Manualen und etwa 30 Registern gefertigt. Die Orgel hat kein echtes Orgelgehäuse und ist in einem Freipfeifenprospekt errichtet. Dadurch kommt das Fenster hinter der Orgel zur Geltung. Das Instrument wurde am 11. November 1936 eingeweiht. Im Jahr 1992 fand eine große Renovierung statt.
.